# Кампосанто Монументале
43°43′26″ пн. ш. 10°23′42″ сх. д. / 43.724° пн. ш. 10.39495° сх. д.
Кампосанто Монументале — цвинтар у Пізі.

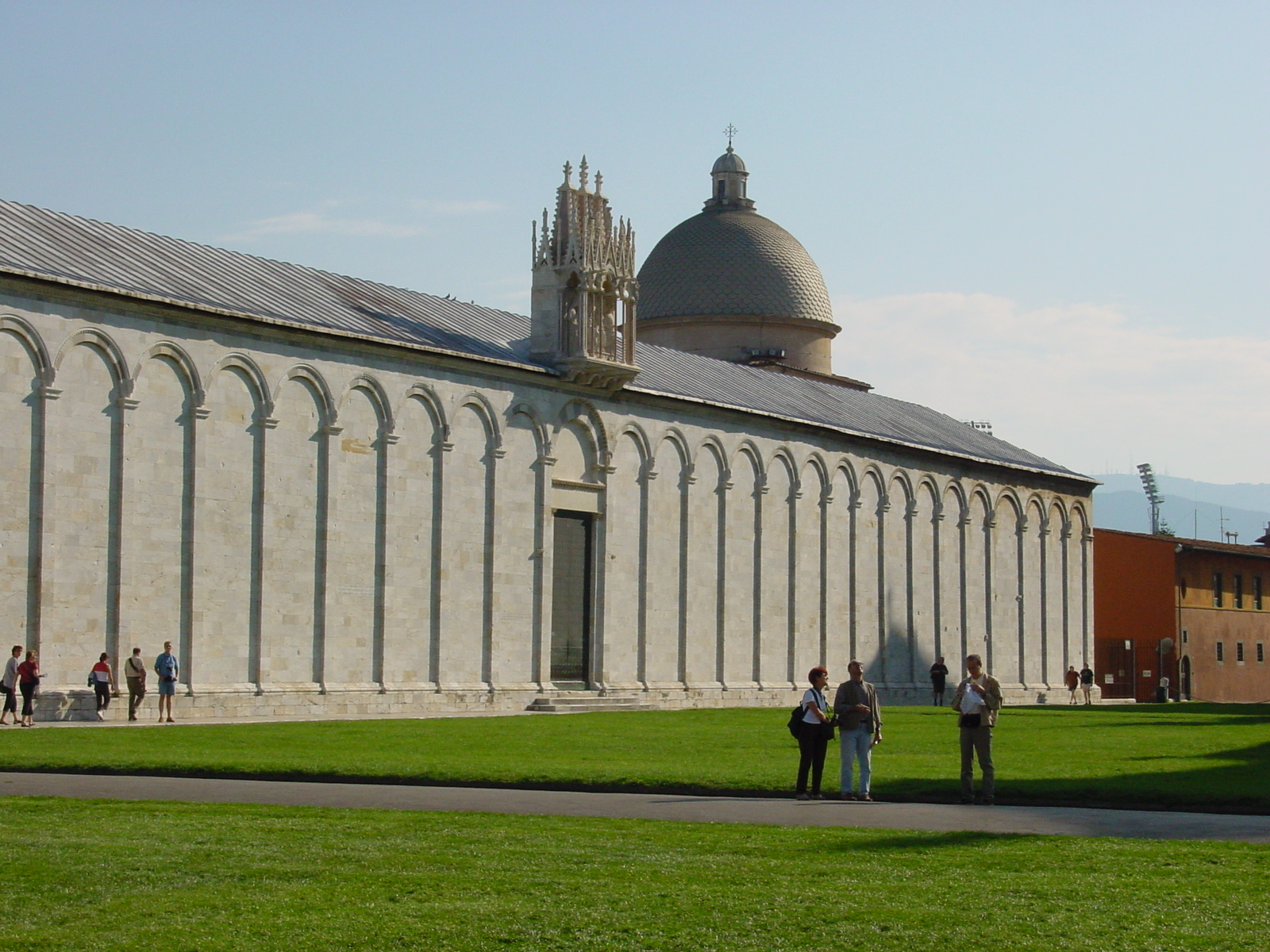
Кампосанто Монументале

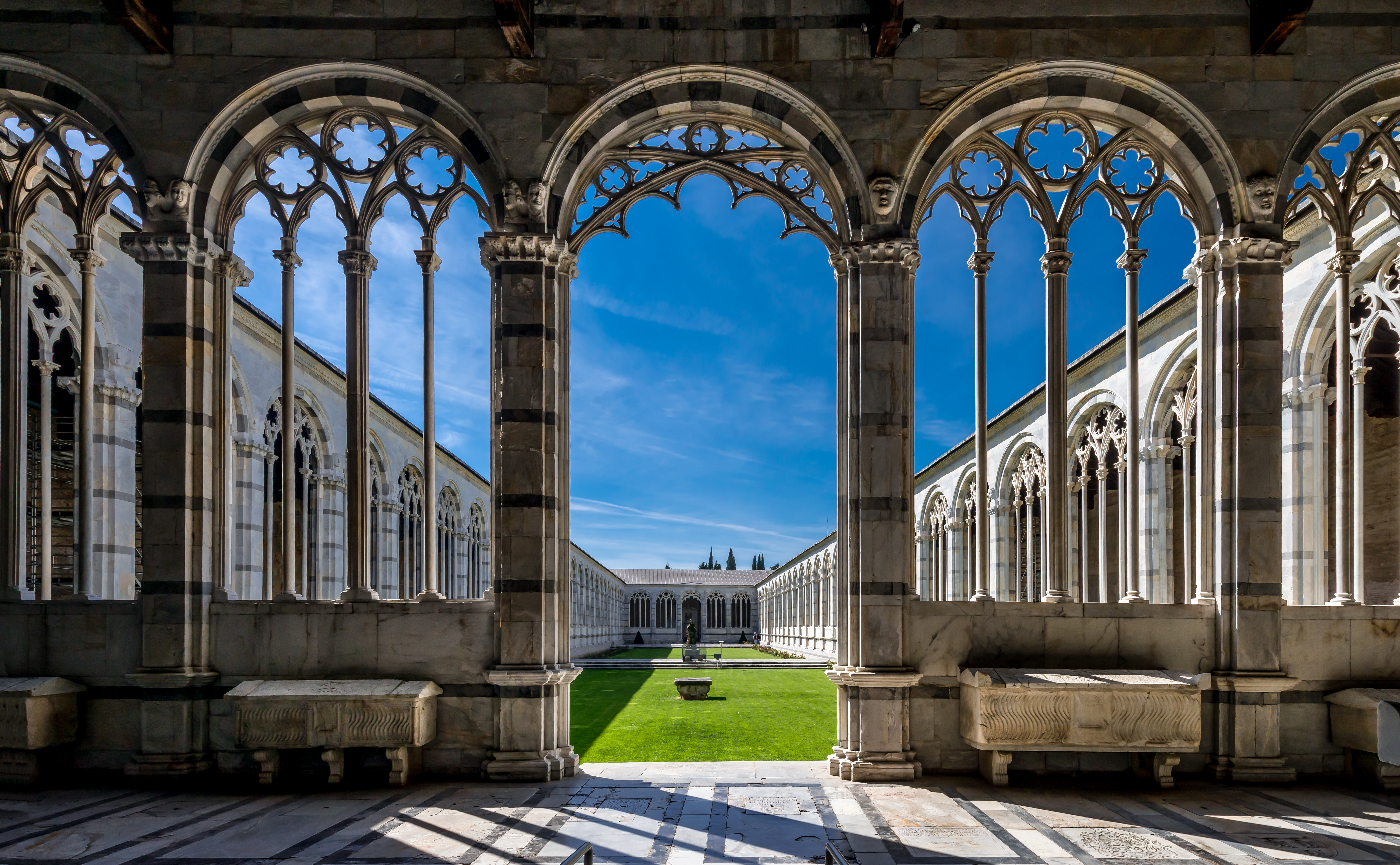
Вид на внутрішній двір Кампосанто Монументале

Цвинтар у Пізі є типовим кампосанто. Він розташований у північному кінці площі Міраколі з собором, баптистерієм та знаменитою Пізанською вежею. Готичний фасад з мармуровими аркадами виступає тлом.

## Історія
Згідно з традицією, на цвинтарі є земля зі Святої Землі, яку, за переказами, архієпископ Убальдо де'Ланфранкі привіз зі своєї подорожі з хрестоносцями у 1203 році. Прямокутну будівлю розпочав будувати в 1278 році Джованні ді Сімоне, проте будівництво перервалося після поразки в битві при Мелорії й було завершене тільки приблизно в 1358 році.

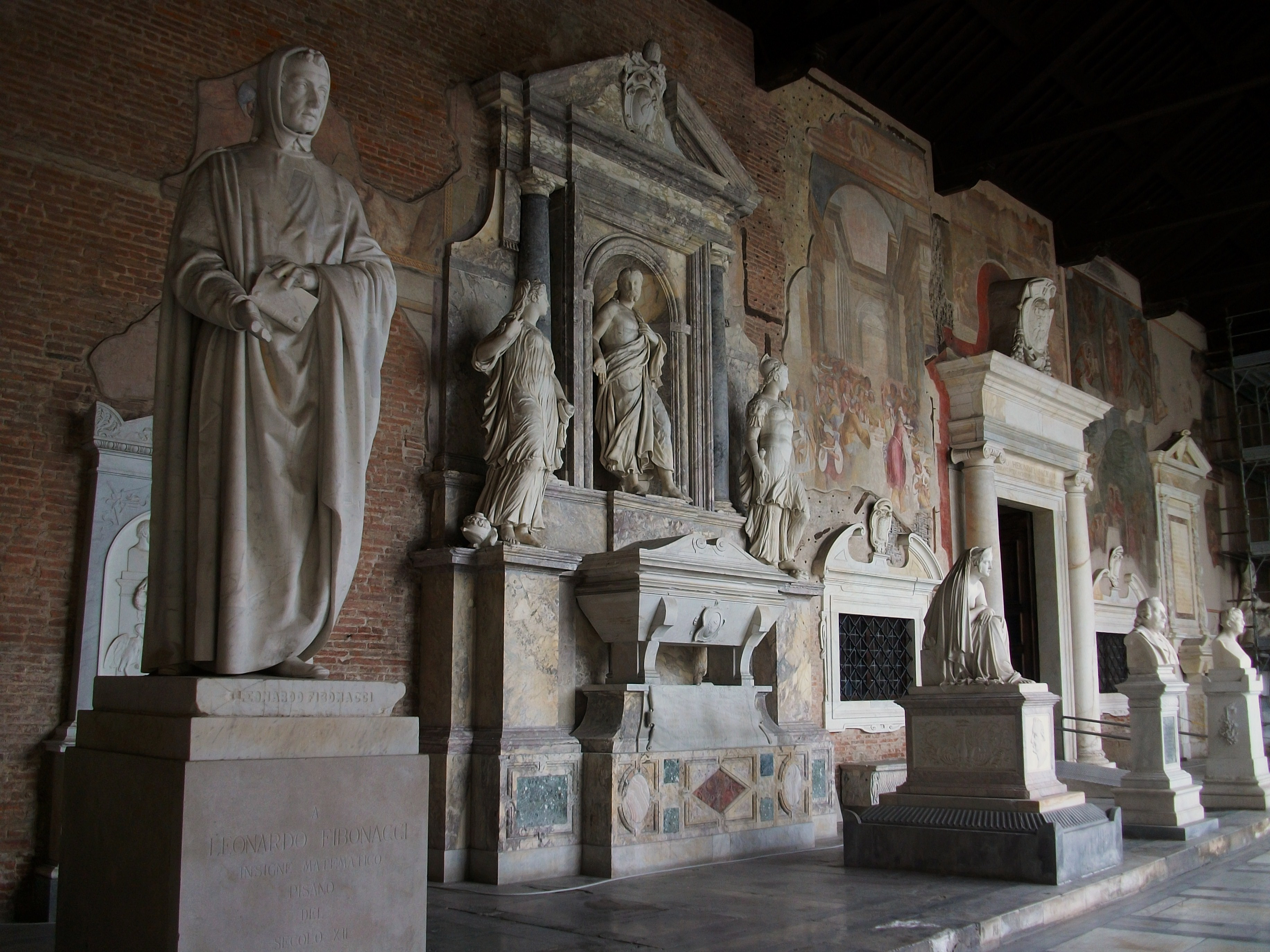
Кампосанто Монументале, гробниці XVIII століття

Усередині Кампосанто має форму видовженого клуатра з круглими аркадами, який оточує внутрішній двір із зеленими газонами й кипарисами. Як місце поховання, всередині досі зберігаються пізньоантичні саркофаги. Вони служили гробницями для пізанської знаті в Середньовіччі та спочатку розташовувалися навколо кафедрального собору в Пізі.
До серйозного руйнування Кампосанто бомбами союзників під час Другої світової війни стіни були розписані фресками. Після війни їх зняли зі стін та відновили за допомогою техніки А-страпо. Під шаром штукатурки було виявлено так звані синопії фресок, які також були видалені зі стін і зараз їх можна побачити в Музеї Синопії.
Флорентійцю Буонаміко Буффальмакко приписують найвідоміший цикл фресок, що зображує Тріумф смерті (Trionfo della Morte), Страшний суд і пекло (Giudizio finale e Inferno) та Тебаїду (Фіваїду), що зображує спосіб життя ранніх християнських відлюдників. Раніше фрески приписували Франческо Траїні.
У південній частині у 1342 році Таддео Гадді написав фрески, присвячені історії Йова, у 1384—1386 роках Антоніо Венеціано— історії святого Раньєрі, а у 1390—1391 роках Спінелло Аретіно — історії святих Ефісіо та Потіто. У північній частині фрески з Книги Буття були написані П'єро ді Пуччо між 1389 і 1391 роками та виставлені в капелі Поццо. Цю останню частину завершив між 1468 і 1483 роками Беноццо Гоццолі своїми фресками за мотвами Старого Завіту. Східна частина Кампосанто Монументале була розписана фресками у XVI—XVII століттях.